# ثيوبمبوس
ثيوبمبوس (باللغة الإغريقية: Θεόπομπος) هو مؤرخ وأديب عاش في اليونان القديمة في الفترة ما بين 380 - 315 سنة قبل الميلاد.
ولد ثيوبمبوس في الجزر الإيجية التابعة لجزيرة خيوس، وعاش لبعض الوقت في أثينا، وتلقى تعليمه على يد إيسقراط.